# アロエエモジン
アロエエモジン（英語: aloe emodin）または、1,8-ジヒドロキシ-3-(ヒドロキシメチル)アントラキノン（英語: 1,8-dihydroxy-3-(hydroxymethyl)anthraquinone）は、アロエに含まれるアントラキノノイドの一種で、エモジンの異性体である。強い刺激緩和作用がある。アロエエモジンは皮膚に塗布しても発癌性はないが、ある種の放射線の発癌性を高める可能性がある 。